# Joey Cape
Randal Joseph Cape, conocido como Joey Cape (16 de noviembre de 1966, Santa Bárbara, California) es el cantante y líder de la banda de punk rock y pop punk Lagwagon. También es el líder y vocalista de Bad Astronaut, banda de indie-punk rock creada por él mismo, y de Me First and the Gimme Gimmes, banda de punk rock y punk pop también creada por el mismo y por Fat Mike en 1995.

## Biografía
Cape es uno de los fundadores de la banda californiana de punk rock y hardcore melódico Lagwagon en 1990. Con ellos ha lanzado 9 discos de estudio, convirtiéndose en una de las bandas más importantes del género en la década de los 90. Cinco años más tarde de fundar Lagwagon, Cape, en 1995 fundó Me First and the Gimme Gimmes, una banda californiana de punk rock y punk pop que se caracteriza por el repertorio de sus canciones, todas ellas versiones de los éxitos musicales de los años 60 y 70. Creó esta banda con gente como Fat Mike, cantante y bajista de NOFX y Chris Shiflett, guitarrista de No Use for a Name y posteriormente Foo Fighters.
En 1996 fundó su propio sello discográfico, My Records, y en 2000 creó otra banda, Bad Astronaut, junto a Marko 72, guitarrista de Sugarcult. Cape también es productor y ha trabajado con grupos como The Ataris y, por supuesto, sus bandas Lagwagon y Bad Astronaut. A pesar de haber grabado sólo cuatro videoclips por rechazo a aparecer en MTV y de llevar ligado casi 20 años a un sello independiente, pero puntero en el sector, como Fat Wreck Chords, Cape no se muestra contrario a otras bandas punk pop que han conseguido el éxito mundial (otras míticas bandas del punk rock y hardcore melódico sí han criticado abiertamente a estos grupos) ya que "muchas de esas bandas son amigas mías. Mañana, por ejemplo, voy a ir al estudio de blink-182 para visitarles ahora que están grabando. Sé que lo que tú querías es que cargase contra las bandas punk corporativas, pero no lo haré. Yo me limito a escuchar música y no me importa lo famosa que pueda ser una banda. Mi criterio se basa en la composición. Si me gusta la canción, la escucho. Así de simple."
Ha participado en dos split en acústico junto a Tony Sly de No Use for a Name. Actualmente está trabajando en otro proyecto paralelo a sus bandas, llamado Afterburner.

## Discografía

### Como solista
- Acoustic (con Tony Sly) (2004)
- Bridge (2008)
- Doesn't Play Well with Others (2011)
- Acoustic: Volume Two (con Tony Sly) (2012)

### ConLagwagon
- Duh (1992)
- Trashed (1994)
- Hoss (1995)
- Double Plaidinum (1997)
- Let's Talk About Feelings (1998)
- Blaze (2003)
- Resolve (2005)
- Hang (2014)
- Railer (álbum) (2019)

### ConBad Astronaut
- Acrophobe (2001)
- War of the worlds (2001)
- Houston: we have a drinking problem (2002)
- Twelve small steps, one giant disappointment (2006)